# Église Notre-Dame de Vervins
Pour les articles homonymes, voir église Notre-Dame.
L’église Notre-Dame est une église construite dans un style gothique flamboyant fortifié au XVIIe siècle dans la ville de Vervins, située entre les intersections de la place de l'Église et de la rue de la Liberté et celle de la rue de la Liberté et du Vieux-Château.
L'église fait l’objet d’un classement au titre des monuments historiques depuis le 10 octobre 1975.

## Contexte historique et construction

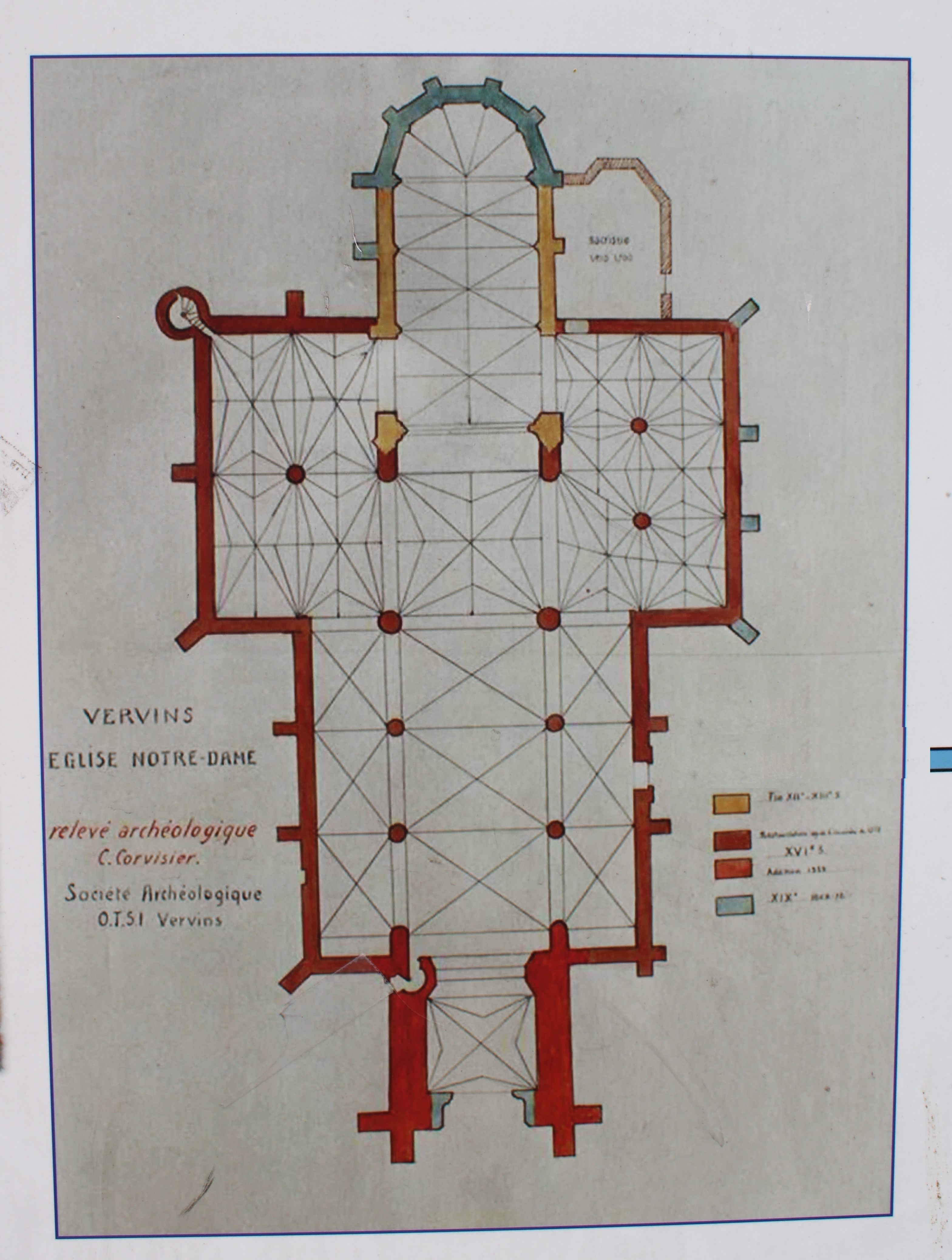
Plan de l'église avec époques de construction.
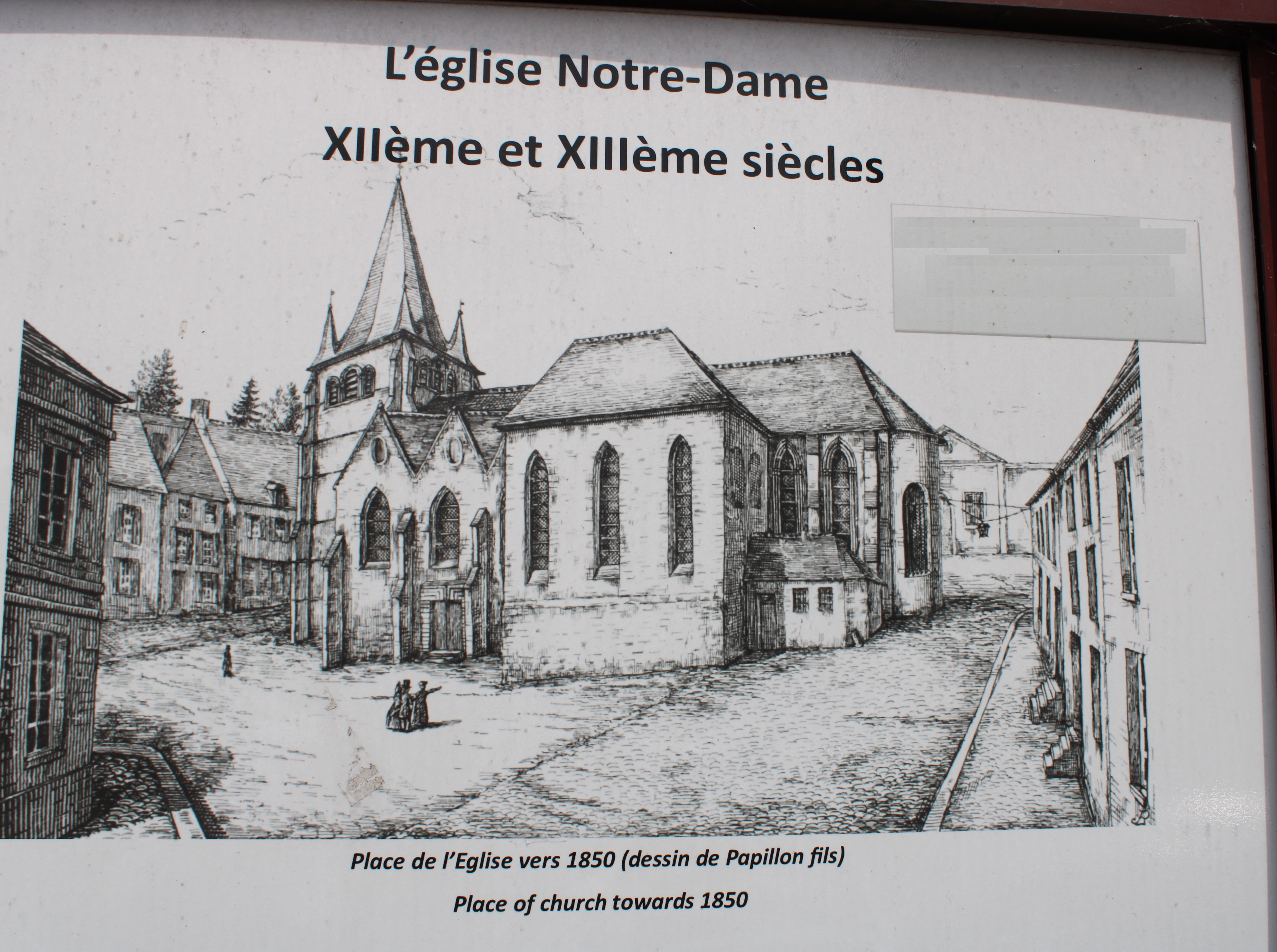
Gravure de l'église vers 1850.

La première église fut construite au XIe siècle mais elle fut agrandie au XIIIe siècle. En 1552, les Espagnols assiégèrent la ville de Vervins et incendièrent la ville après sa chute ce qui eut pour conséquence la destruction de l'édifice. Dès 1553, des travaux de restauration et d’agrandissement de l'édifice furent effectués comme l'élévation du porche-clocher en 1566 et la construction d'une sacristie au XVIIe siècle. Au XVIIIe siècle, des travaux d'embellissement et de rénovation furent entrepris comme la rénovation de la charpente de la nef en 1789. Dès 1870, des travaux de restauration et d'agrandissement furent de nouveau effectués sur l'édifice.
En 1789, l'édifice disposait de son propre cimetière, située à droite du portail d'entrée de l'édifice. Celui-ci fut désaffecté pour être transformé en une place qui s'appelle aujourd'hui la place de l'Église. À la gauche de l'édifice, un château dénommé le Vieux château se situait à cet endroit, une école se situe actuellement au même endroit que l'ancien château détruit au XXe siècle.

## Description

### Intérieur
- Assomption, peinture monumentale, Auguste Rigon Notice no IM02001797, sur la plateforme ouverte du patrimoine, base Palissy, ministère français de la Culture
- Annonciation, peinture monumentale, restaurée en 1871 par Rigon-Maillet, Notice no IM02001796, sur la plateforme ouverte du patrimoine, base Palissy, ministère français de la Culture
- Vierge des sept Douleurs, peinture monumentale, repeints, probablement exécutés en 1871 par le rémois Rigon-Maillet Notice no IM02001802, sur la plateforme ouverte du patrimoine, base Palissy, ministère français de la Culture
- Scènes de la vie du Christ et de la vie de la Vierge, peinture monumentale,  Notice no IM02001778, sur la plateforme ouverte du patrimoine, base Palissy, ministère français de la Culture
- Intercession du Christ et de la Vierge, peinture monumentale,  Notice no IM02001800, sur la plateforme ouverte du patrimoine, base Palissy, ministère français de la Culture

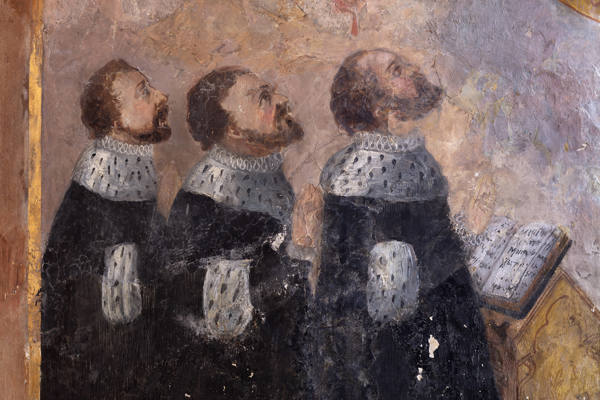
Assomption (détail)
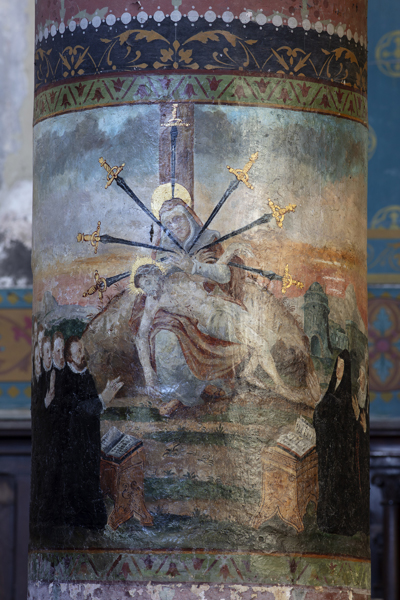
Vierge des sept Douleurs
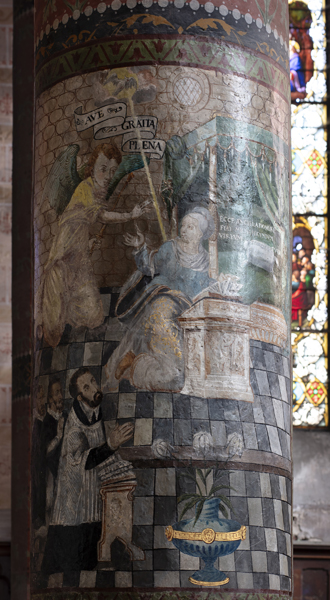
Scènes de la vie du Christ et de la vie de la Vierge
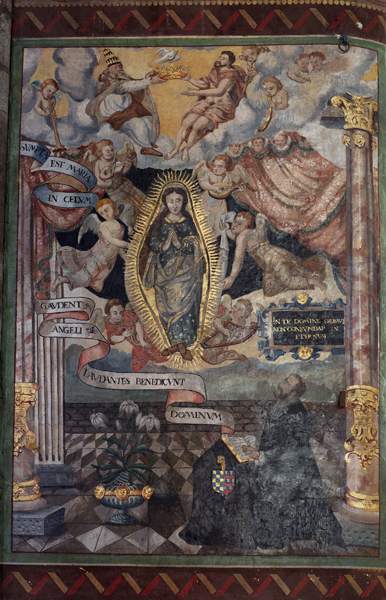
Scènes de la vie du Christ et de la vie de la Vierge

### Les orgues

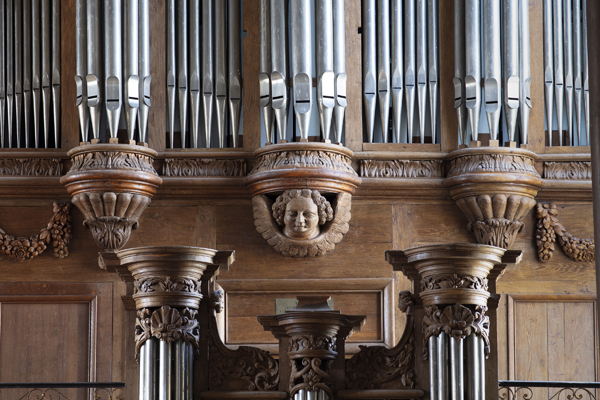

L'église possède un orgue romantique. Il y a une première mention d'un orgue en 1570, mais l'orgue actuel est construit en 1885 par le bruxellois Pierre Schyven dans le buffet de la fin du XVIIe siècle existant, puis offert à la paroisse de Vervins en 1886 par M. et Mme Larue, M. Furcy-Larue et M. et Mme Montagnan-Larue. Il est restauré en 1989.
Fait intéressant : il n'est pas placé en tribune mais sur un balcon sur le bas-côté gauche de l'église.
| G.O             | Bourdon 16'         | Montre 16'                 | Montre 8'       | Gambe 8'                   | Bourdon 8'          | Viole de gambe 4' | Prestant 4' | Flûte 4'        | Fourniture | Trompette 8' |
| Récit Expressif | Flûte harmonique 8' | Salicional 8'              | Voix céleste 8' | Dolce 4'                   | Flûte harmonique 4' | Prestant 2'       | Hautbois 8' | Voix humaine 8' |            |              |
| Pédalier        | Sous-basse 16'      | Bourdon 8'                 | Flûte 4'        | Bombarde 16'               | Trompette 8'        |                   |             |                 |            |              |
| Divers          | Accoup. G.O/récit   | Tirasses péd/G.O péd/récit | Appel anche G.O | Appel anche Récit/pédalier | Pédale d'expression | Tremblant doux    |             |                 |            |              |

### Vitraux
L'église possède une trentaine de vitraux, dont certaines du maitre-vitrier Louis-Charles-Marie Champigneulle de Bar-le-Duc, datant de 1880

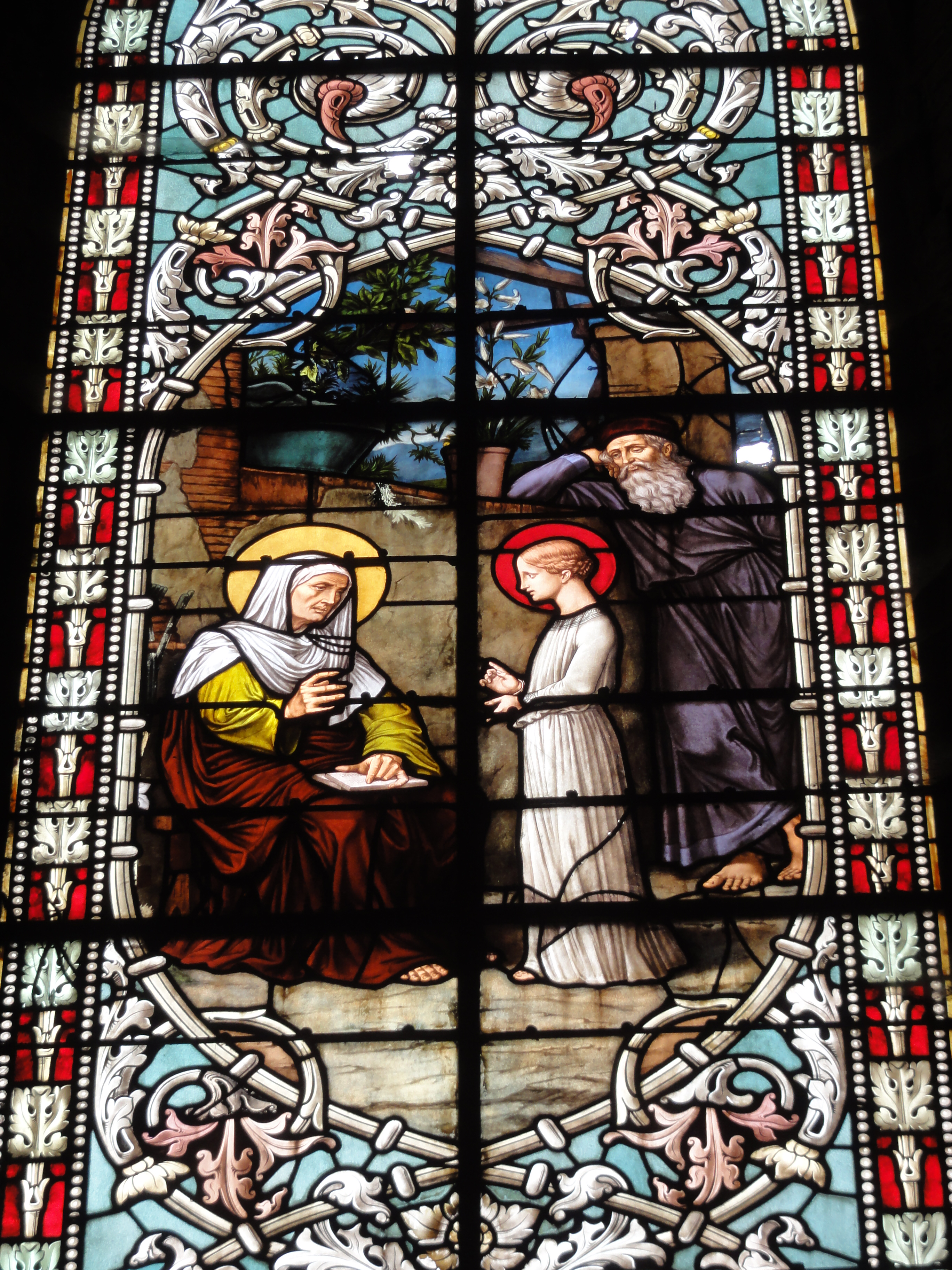
Vitrail 02.
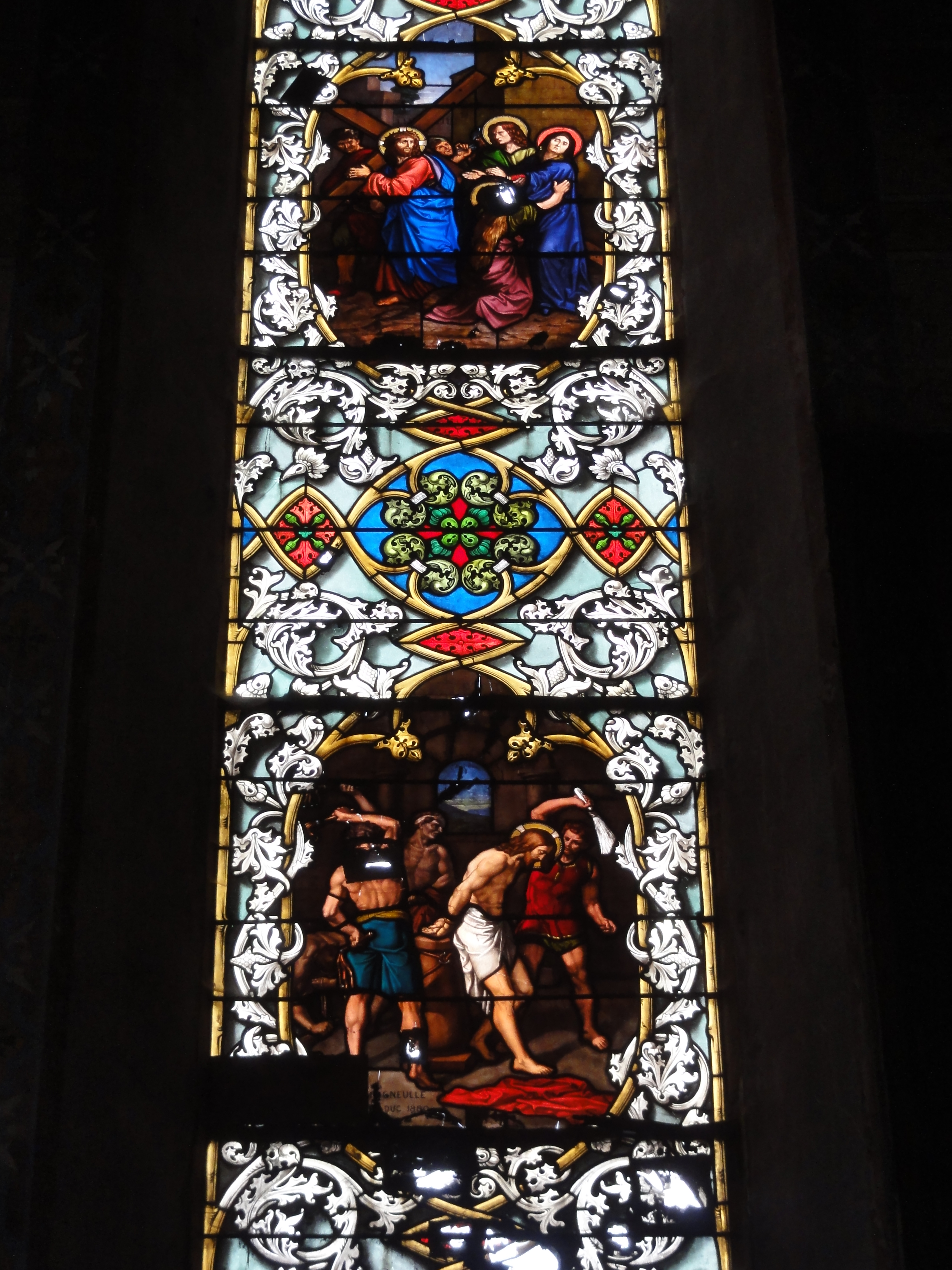
Vitrail 09, signé Champigneulle, Bar-le-Duc 1880.
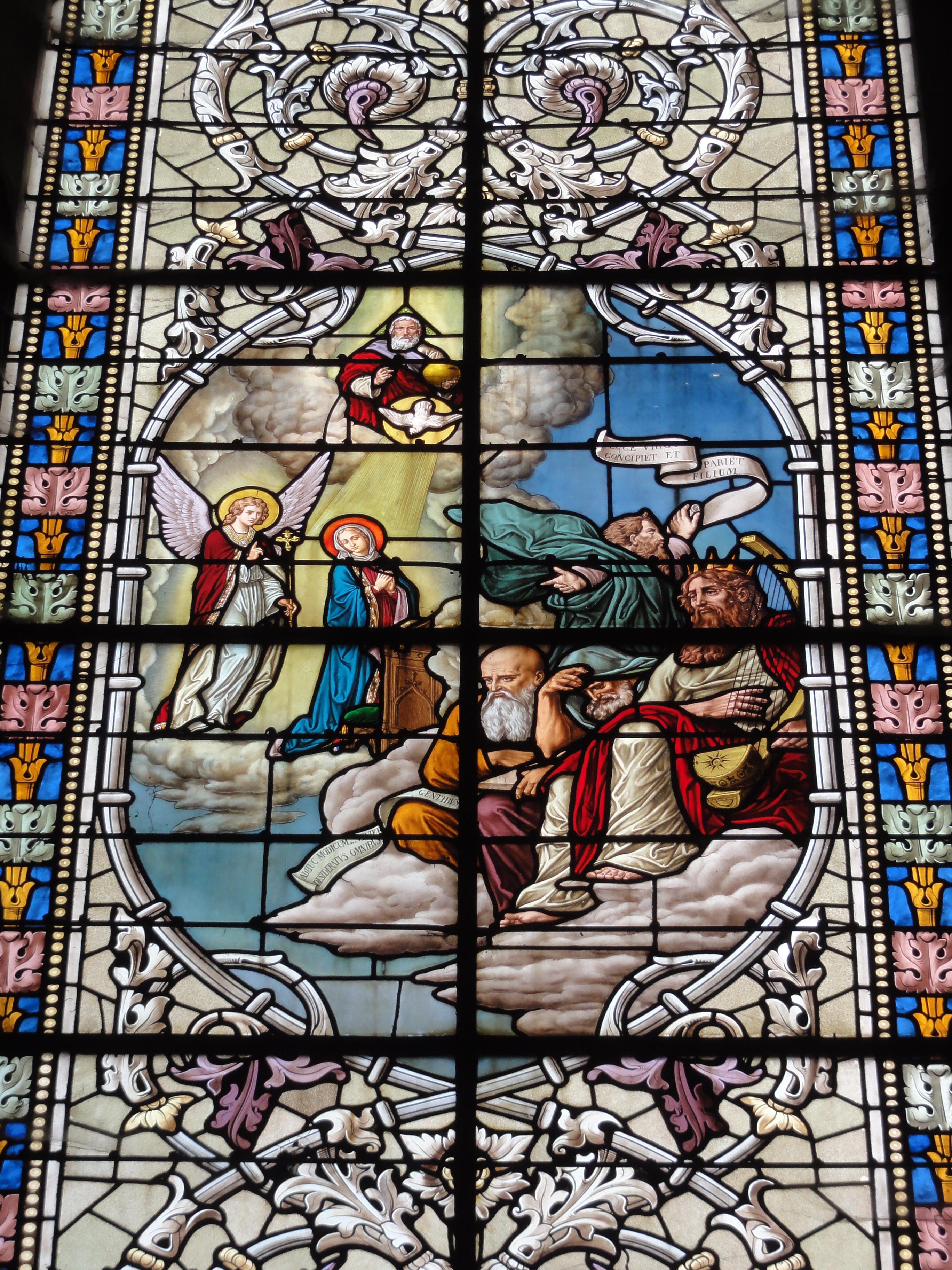
Vitrail 27.

## Culte
L'église est une des églises et l'église principale de la paroisse Sainte-Anne en Thiérache du diocèse de Soissons, Laon et Saint-Quentin. Elle était autrefois l'église de la paroisse-doyenneté de Vervins. Cette paroisse exista jusqu'en 1999, date de la refonte des limites et du nombre des paroisses du diocèse. Le presbytère de l'ancienne paroisse de Vervins est actuellement celui de la paroisse Sainte-Anne en Thiérache.